# Dolní Světlá (Mařenice)
Dolní Světlá (německy Nieder-Lichtenwalde) je vesnice v Libereckém kraji, část obce Mařenice v okrese Česká Lípa. Nachází se v Lužických horách asi 3 km severně od vlastních Mařenic. Je zde evidováno 112 adres. V roce 2020 zde trvale žije 65 obyvatel. V roce 2001 to bylo 47. 

## Další údaje

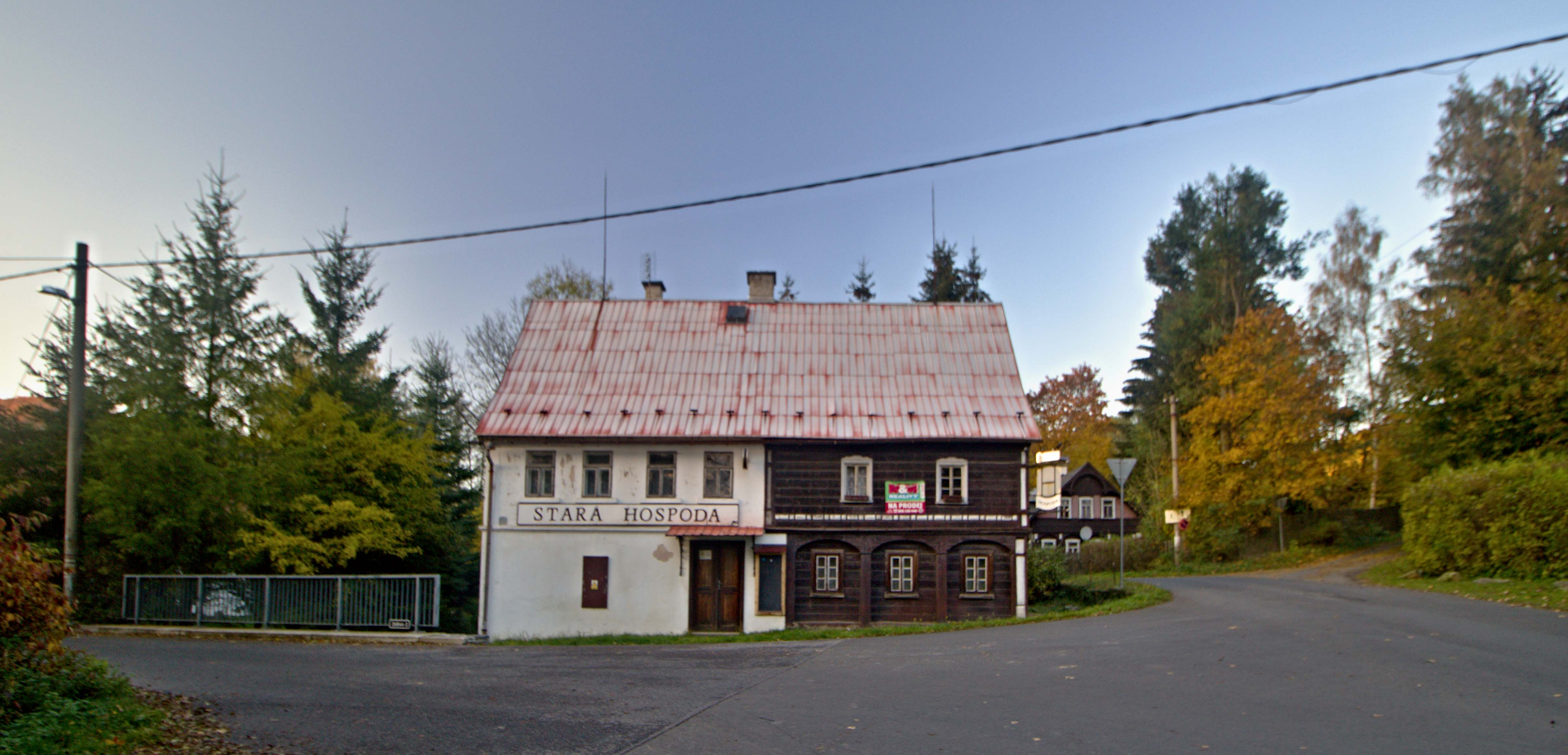
Dolní Světlá, Stará hospoda

Dolní Světlá leží v katastrálním území Dolní Světlá pod Luží o rozloze 3,31 km2. Na severu hraničí s německou spolkovou zemí Sasko, okres Zhořelec (Görlitz).
Na katastru Dolní Světlá se nachází vrchol Krkavčích kamenů (556 m), nazývané i Sokol, Sokolík, německy Falkenstein, u nichž se nachází zřícenina hradu Falkenberku a před desítkami let zde byla i restaurace.
Zachovala se zde čtvercová kaplička a několik roubených domů lužického typu.

## Historie

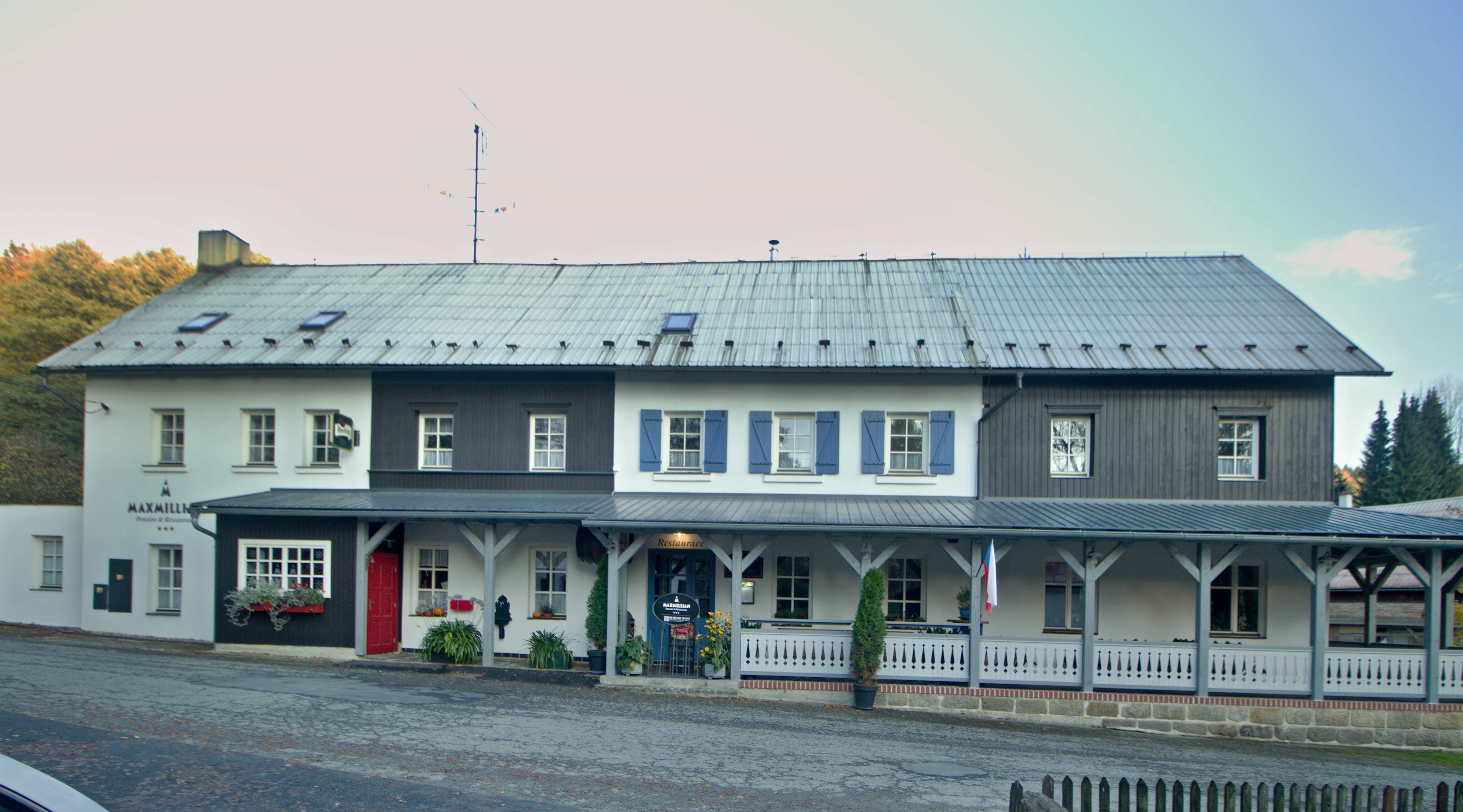
Dolní Světlá, hotel v obci

Osada Světlá pod Luží vznikla ve 14. století na pasekách po těžbě dřeva pro skláře, po nichž jsou zachovány poblíž zbytky hutí. První písemná zmínka o této dlouhé vesnici lánového typu je z roku 1391.
V celé vesnici žilo kolem roku 1850 asi 1800 obyvatel, kteří se živili převážně tkalcovstvím. Po druhé světové válce byla většina obyvatelstva pro svůj německý původ vysídlena. Do roku 1946 nesla obec název Dolní Lichtenwald.